# Anne Northup
Pour les articles homonymes, voir Northup.
Anne Meagher Northup, née le 22 janvier 1948 à Louisville (Kentucky), est une femme politique américaine. Membre du Parti républicain, elle représente le Kentucky à la Chambre des représentants des États-Unis (1997-2007) avant d'entrer à la Consumer Product Safety Commission durant le premier mandat de Barack Obama (2009-2013).

## Biographie

### Débuts
Anne Meagher est née à Louisville dans une famille de dix enfants. Elle épouse Robert Northup en 1969. Ils ont ensemble six enfants, dont deux adoptés. En 1970, elle est diplômée d'économie du Saint Mary’s College en Indiana. Elle devient alors enseignante.
En 1987, elle est élue à la Chambre des représentants du Kentucky lors d'une élection partielle. Elle représente une circonscription s'étendant de Louisville à Frankfort et est réélue à quatre reprises.

### À la Chambre des représentants des États-Unis

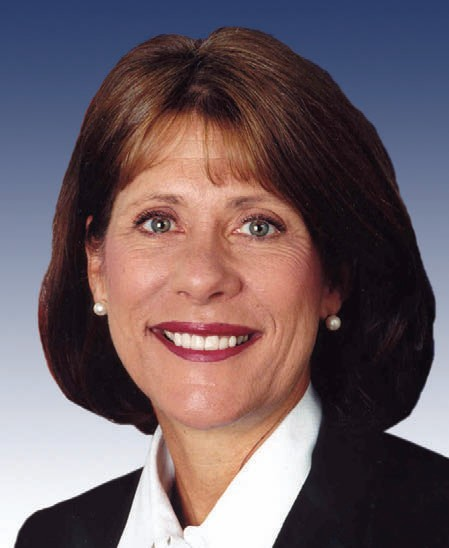
Portrait de Northup lors du.

Lors des élections de 1996, Northup se présente à la Chambre des représentants des États-Unis face au démocrate sortant Mike Ward (en). Dans le 3e district du Kentucky, elle est élue de justesse avec 1 300 voix sur plus de 225 000 bulletins,.
Par la suite, elle est toujours réélue avec moins de 53 % des suffrages (à l'exception de sa réélection de 2004 avec 60 % des voix). Sa circonscription autour de Louisville devient cependant plus favorable aux démocrates au fil des années. En 2006, dans un contexte de « vague démocrate », elle perd son siège face à John Yarmuth qui rassemble 51 % des suffrages (contre 48 % pour la représentante),,.

### Après le Congrès
En 2007, Northup se présente au poste de gouverneur du Kentucky face au républicain sortant Ernie Fletcher, englué dans des scandales d'éthique. L'ancienne représentante estime avoir davantage de chances de gagner l'élection générale. L'impopulaire gouverneur remporte toutefois la primaire républicaine avec 50 % des voix, contre 37 % pour Northup et 13 % pour l'homme d'affaires Billy Harper. Il sera finalement battu par le démocrate Steve Beshear.
À l'approche de l'élection présidentielle américaine de 2008, elle prend la tête de la brève campagne de l'ancien maire de New York Rudy Giuliani dans le Kentucky. En novembre 2008, elle échoue à retrouver son siège au Congrès, ne rassemblant que 40,6 % des suffrages face à Yarmuth.
En juillet 2009, elle est désignée par Barack Obama pour entrer à la Consumer Product Safety Commission, agence fédérale sur la sécurité des produits vendus aux États-Unis. Sa nomination est liée au passage de trois à cinq membres au sein de la commission, dont les pouvoirs sont élargis par le Consumer Product Safety Improvement Act voté l'année précédente. Sa nomination est validée par le Sénat le 7 août 2009. En 2013, elle rejoint le cabinet de Giuliani en tant que lobbyiste.
Elle est considérée comme une protégée du sénateur Mitch McConnell.